# 釜洞醇太郎

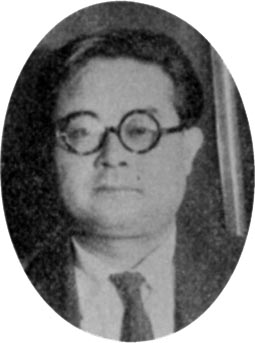
釜洞醇太郎

釜洞 醇太郎（かまほら じゅんたろう、1911年2月23日 - 1977年4月13日）は、日本の病理学者。元大阪大学総長。大阪市生まれ。

## 生い立ち・実績
旧制大阪府立住吉中学校（現・大阪府立住吉高等学校）、旧制大阪高等学校を経て1936年、大阪帝国大学医学部卒業。同年12月、陸軍軍医に任命。1946年の復員まで中国戦線に従軍。1949年、大阪大学医学部講師。1952年、大阪大学微生物病研究所助教授、翌年同教授。1958年～69年、同所長を務めた。1969年〜75年、大阪大学総長。1977年4月13日、心筋梗塞のため死去。叙従三位、勲一等瑞宝章追贈。

## 阪大総長時代
1969年より大阪大学第9代総長を務めた。当時の大学紛争に対しては毅然と対処した一方、改革を推進し、人間科学部、溶接工学研究所、言語文化部、文学部日本学講座を創設した。また、老朽化の進んだ適塾の修復復元に尽力した。
　

## 受賞・栄典
- 1971年 - 第3回高松宮妃癌研究基金学術賞
- 1973年 - 武田医学賞
- 1976年 - 紫綬褒章
- 1977年 - 従三位、勲一等瑞宝章

## 著書
- 『ガン物語』岩波新書、1963年
- 『青雲 釜洞醇太郎遺文集』釜洞醇太郎遺文集編集委員会、1979年